# Línea 14 (Córdoba)
La Línea 14 es una línea de transporte urbano de pasajeros de la ciudad de Córdoba, Argentina. El servicio está actualmente operado por la empresa Coniferal.
Anteriormente el servicio de la línea 14 era denominado como N4 desde 2002 por Coniferal, hasta que el 1 de marzo de 2014, con la implementación del nuevo sistema de transporte, la N4 se fusiona como 14 operado por la misma empresa.

## Recorrido
Servicio diurno y nocturno.
IDA: De Ibarguren -por esta- Revello- Borda -Avenida Central (colegio) a la Der.  Cauque - Peña - Chaquira 4 Bocacalles Der - Calle Publica 2 bocacalles a la Der - Ibarguen 3 bocacalles Izq - Calle Publica "S" Izq / Der Tomasini- Peña - Marimon - a la Der. Ortega- Pizzolato - Tristany- O. Cabalen - Fermin Martin - Riganti  - Galvez - Cruza el Canal - Calle Publica - Larguia–Taravella - Los Alemanes - Potel Junot - Rafael Nuñez – Túnel Mujer Urbana – Rafael Nuñez - Manuel López-  Cordillera – Rodriguez del Busto – Rafael  Nuñez - O. Pinto - Caraffa - C. Barros - Avellaneda - Av. Colon - Av. Gral Paz - San Juan - Bv. Illia - Av. Sabattini – Cangallo – Calingasta pasando Tulumba (Inicia Vuelta Redonda)
REGRESO: Calingasta pasando Tulumba por Tulumba –  (6 bocacalles a la izquierda) - calle Publica - M. Samudio (9 bocacalles a la izquierda)- calle Publica - Tulumba - Calingasta - (antes de Cangallo FIN VUELTA REDONDA )-  Calingasta – Cangallo – Av. Sabattini - Bv. Illia - Bv. San Juan - Corro - Fragueiro - Hto. Primo - Avellaneda - C. Barros - Caraffa - O. Pinto - R. Nuñez – Felipe de Albornoz – Goycochea – Rodriguez del Busto – (Rotonda) -  Cordillera – Rotonda Mujer Urbana – R. Nuñez  - Potel Junot - Los Alemanes – Jorge Delpech- Toledo - Larguia - Calle Publica - Cruza el Canal - Galvez - Riganti - Fermin Martin - O. Cabalen - Tristany - Pizzolato - Ortega -  Marimon – Izq. Peña - Tomasini - Calle Publica "S" - 3 bocacalle - Izq Ibarguren - 2 Bocacalles - Izq 4 Bocacalles - Chaquira - Peña - Cauque - a la Izq. hasta Colegio - Av. Central - Borda - Furlong - Ibarguren